# Értelmező programtervezési minta
A számítógép programozásban az értelmező minta egy tervezési minta, mely meghatározza, hogyan értékeljen ki mondatokat egy nyelv. Az alap ötlet az volt, hogy legyen egy osztály minden szimbólumra (terminális és nem terminális) egy erre specializált nyelvben. Egy nyelvben a mondat szintaxis fája egy példánya az összetétel mintának, és a mondat megértésére használja a kliens. Lásd még összetétel minta.

## Értelmező mintát használók
- Speciális adatbázis lekérdező nyelvek, mint például az SQL
- Speciális programozási nyelvek, amelyek általában kommunikációs protokollok leírására használnak.
- A legtöbb általános célú programozási nyelv valójában magába foglal néhány más speciális nyelvet.
- Virtuális gép Javához és szkript nyelvekhez.

## Struktúra
Az értelmező minta az alábbi struktúrával írható le:

## Példák
BNF, C# és JAVA nyelveken.

### BNF
A következő "Backus-Naur-Formula" (BNF) példa illusztrálja az interpreter mintát. A nyelvtan:
```
expression ::= plus | minus | variable | number
plus ::= expression expression '+'
minus ::= expression expression '-'
variable  ::= 'a' | 'b' | 'c' | ... | 'z'
digit = '0' | '1' | ... | '9'
number ::= digit | digit number

```

Definiál egy nyelvet, amellyel a fordított lengyel jelöléssel lehet kifejezéseket megadni. Például az alábbiakat:
```
a b +
a b c + -
a b + c a - -

```

### C#
Ez a strukturális kód bemutatja az értelmező mintát, amely egy definiált nyelvtant alkalmaz.
```
//IVSR: Interpreter design pattern

namespace
 
IVSR.DesignPaterns.Interpreter

{

// "Context"

  
class
 
Context

  
{

  
}

 

  
// "AbstractExpression"

  
abstract
 
class
 
AbstractExpression

  
{

    
public
 
abstract
 
void
 
Interpret
(
Context
 
context
);

  
}

 

  
// "TerminalExpression"

  
class
 
TerminalExpression
 
:
 
AbstractExpression

  
{

    
public
 
override
 
void
 
Interpret
(
Context
 
context
)

    
{

      
Console
.
WriteLine
(
"Called Terminal.Interpret()"
);

    
}

  
}

 

  
// "NonterminalExpression"

  
class
 
NonterminalExpression
 
:
 
AbstractExpression

  
{

    
public
 
override
 
void
 
Interpret
(
Context
 
context
)

    
{

      
Console
.
WriteLine
(
"Called Nonterminal.Interpret()"
);

    
}
  

  
}

  
class
 
MainApp

  
{

    
static
 
void
 
Main
()

    
{

      
Context
 
context
 
=
 
new
 
Context
();

 

      
// Usually a tree

      
ArrayList
 
list
 
=
 
new
 
ArrayList
();

 

      
// Populate 'abstract syntax tree'

      
list
.
Add
(
new
 
TerminalExpression
());

      
list
.
Add
(
new
 
NonterminalExpression
());

      
list
.
Add
(
new
 
TerminalExpression
());

      
list
.
Add
(
new
 
TerminalExpression
());

 

      
// Interpret

      
foreach
 
(
AbstractExpression
 
exp
 
in
 
list
)

      
{

        
exp
.
Interpret
(
context
);

      
}

 

      
// Wait for user

      
Console
.
Read
();

    
}

  
}

}

```

### Java
A következő példa egy értelmező minta megvalósítását mutatja be, ahol minden nyelvtani szabályra van egy osztály.
```
import
 
java.util.Map
;

 

interface
 
Expression
 
{

    
public
 
int
 
interpret
(
Map
<
String
,
Expression
>
 
variables
);

}

 

class
 
Number
 
implements
 
Expression
 
{

    
private
 
int
 
number
;

    
public
 
Number
(
int
 
number
)
       
{
 
this
.
number
 
=
 
number
;
 
}

    
public
 
int
 
interpret
(
Map
<
String
,
Expression
>
 
variables
)
  
{
 
return
 
number
;
 
}

}

 

class
 
Plus
 
implements
 
Expression
 
{

    
Expression
 
leftOperand
;

    
Expression
 
rightOperand
;

    
public
 
Plus
(
Expression
 
left
,
 
Expression
 
right
)
 
{
 

        
leftOperand
 
=
 
left
;
 

        
rightOperand
 
=
 
right
;

    
}

 

    
public
 
int
 
interpret
(
Map
<
String
,
Expression
>
 
variables
)
  
{
 

        
return
 
leftOperand
.
interpret
(
variables
)
 
+
 
rightOperand
.
interpret
(
variables
);

    
}

}

 

class
 
Minus
 
implements
 
Expression
 
{

    
Expression
 
leftOperand
;

    
Expression
 
rightOperand
;

    
public
 
Minus
(
Expression
 
left
,
 
Expression
 
right
)
 
{
 

        
leftOperand
 
=
 
left
;
 

        
rightOperand
 
=
 
right
;

    
}

 

    
public
 
int
 
interpret
(
Map
<
String
,
Expression
>
 
variables
)
  
{
 

        
return
 
leftOperand
.
interpret
(
variables
)
 
-
 
rightOperand
.
interpret
(
variables
);

    
}

}

 

class
 
Variable
 
implements
 
Expression
 
{

    
private
 
String
 
name
;

    
public
 
Variable
(
String
 
name
)
       
{
 
this
.
name
 
=
 
name
;
 
}

    
public
 
int
 
interpret
(
Map
<
String
,
Expression
>
 
variables
)
  
{
 

        
if
(
null
==
variables
.
get
(
name
))
 
return
 
0
;
 
//Either return new Number(0).

        
return
 
variables
.
get
(
name
).
interpret
(
variables
);
 

    
}

}

import
 
java.util.Map
;

import
 
java.util.Stack
;

 

class
 
Evaluator
 
implements
 
Expression
 
{

    
private
 
Expression
 
syntaxTree
;

 

    
public
 
Evaluator
(
String
 
expression
)
 
{

        
Stack
<
Expression
>
 
expressionStack
 
=
 
new
 
Stack
<
Expression
>
();

        
for
 
(
String
 
token
 
:
 
expression
.
split
(
" "
))
 
{

            
if
  
(
token
.
equals
(
"+"
))
 
{

                
Expression
 
subExpression
 
=
 
new
 
Plus
(
expressionStack
.
pop
(),
 
expressionStack
.
pop
());

                
expressionStack
.
push
(
 
subExpression
 
);

            
}

            
else
 
if
 
(
token
.
equals
(
"-"
))
 
{

                
// it's necessary remove first the right operand from the stack

                
Expression
 
right
 
=
 
expressionStack
.
pop
();

                
// ..and after the left one

                
Expression
 
left
 
=
 
expressionStack
.
pop
();

                
Expression
 
subExpression
 
=
 
new
 
Minus
(
left
,
 
right
);

                
expressionStack
.
push
(
 
subExpression
 
);

            
}

            
else
                        

                
expressionStack
.
push
(
 
new
 
Variable
(
token
)
 
);

        
}

        
syntaxTree
 
=
 
expressionStack
.
pop
();

    
}

 

    
public
 
int
 
interpret
(
Map
<
String
,
Expression
>
 
context
)
 
{

        
return
 
syntaxTree
.
interpret
(
context
);

    
}

}

```

Végül értékeli a kifejezést :   "w x z - +" with w = 5, x = 10, and z = 42.
```
import
 
java.util.Map
;

import
 
java.util.HashMap
;

 

public
 
class
 
InterpreterExample
 
{

    
public
 
static
 
void
 
main
(
String
[]
 
args
)
 
{

        
String
 
expression
 
=
 
"w x z - +"
;

        
Evaluator
 
sentence
 
=
 
new
 
Evaluator
(
expression
);

        
Map
<
String
,
Expression
>
 
variables
 
=
 
new
 
HashMap
<
String
,
Expression
>
();

        
variables
.
put
(
"w"
,
 
new
 
Number
(
5
));

        
variables
.
put
(
"x"
,
 
new
 
Number
(
10
));

        
variables
.
put
(
"z"
,
 
new
 
Number
(
42
));

        
int
 
result
 
=
 
sentence
.
interpret
(
variables
);

        
System
.
out
.
println
(
result
);

    
}

}

```

## Fordítás
Ez a szócikk részben vagy egészben  az   Interpreter pattern című angol Wikipédia-szócikk ezen változatának fordításán alapul.  Az eredeti cikk szerkesztőit annak laptörténete sorolja fel. Ez a jelzés csupán a megfogalmazás eredetét és a szerzői jogokat jelzi, nem szolgál a cikkben szereplő információk forrásmegjelöléseként.